# Laa an der Thaya
Laa an der Thaya è un comune austriaco di 6 224 abitanti nel distretto di Mistelbach, in Bassa Austria; ha lo status di città (Stadtgemeinde).

## Amministrazione

### Gemellaggi
- Garching an der Alz, dal 2003
- Świętochłowice
- Chrlice[senza fonte]